# Czernyola xanthonotum
Czernyola xanthonotum är en tvåvingeart som först beskrevs av Lonsdale och Marshall 2006.  Czernyola xanthonotum ingår i släktet Czernyola och familjen träflugor. Inga underarter finns listade i Catalogue of Life.